# Paul Groß (Politiker)
Paul Groß (* 7. Januar 1897 in Neuendorf, Ostpreußen; † 24. Oktober 1949) war ein deutscher Politiker der SPD.
Groß, der von Beruf Tischlermeister war, kam infolge der Flucht und Vertreibung Deutscher aus Mittel- und Osteuropa 1945–1950 als Heimatvertriebener nach Schleswig-Holstein. Er gehörte dem ersten ernannten Landtag des Landes an und engagierte sich dort im Ausschuss für das Flüchtlingswesen.